# Peter Madsen (Fußballspieler)
Peter Madsen (* 26. April 1978 in Roskilde) ist ein ehemaliger dänischer Fußballspieler auf der Position eines Stürmers.

## Karriere

### Vereinskarriere
Madsen begann bei Roskilde BK 1906 mit dem Fußballspielen und wechselte als Zwölfjähriger zu Brøndby IF, für den er ab 1997 in der ersten Liga spielte. In seiner besten Saison 2002 erzielte er 22 Tore in 30 Spieleinsätzen. 2002 ging er zum VfL Wolfsburg in die Bundesliga. Dort konnte er sich nicht durchsetzen und kam lediglich zu Kurzeinsätzen. In seinen vier Spielen für die Wolfsburger erzielte er kein Tor. Nach seinem Wechsel zum VfL Bochum zur Saison 2003/04 avancierte der Däne zu einem der besten Stürmer der Bundesliga und hatte Anteil an der Qualifikation des VfL für den UEFA-Pokal. In 32 Spielen erzielte er 13 Tore, darunter den Siegtreffer zum 1:0 gegen den FC Bayern München. In der Saison 2004/05 schied der VfL Bochum im UEFA-Pokal in der ersten Runde gegen Standard Lüttich aus und stieg aus der Bundesliga ab. In der Rückrunde kam Madsen verletzungsbedingt und durch eine Sperre nach einer Roten Karte nur noch sporadisch zum Einsatz. Dennoch traf er in 19 Spielen fünfmal. Nach dem Abstieg des VfL Bochum wechselte er 2005 zum Aufsteiger 1. FC Köln und stürmte dort zunächst neben Lukas Podolski. Nach mäßigen Leistungen wurde der Däne dann an den englischen Verein FC Southampton ausgeliehen, bei dem er sich aber auch keinen Stammplatz erobern konnte. Zum Saisonbeginn kehrte Madsen für kurze Zeit zurück nach Köln. In der Saison 2007/08 war er wieder bei Brøndby IF unter Vertrag. Dort jedoch fand er kaum zu alter Stärke zurück und wurde schließlich im Januar 2011 für ein halbes Jahr an den Superliga-Aufsteiger Lyngby BK verliehen. Nachdem seine Leihzeit bis Sommer 2012 verlängert worden war und Madsen bis zu diesem Zeitpunkt (saisonübergreifend) drei Treffer in 29 Ligaeinsätzen erzielt hatte, kehrte er Anfang Juli 2012 wieder zu Brøndby IF zurück. Mitte Juli 2012 beendete er seine Karriere als Fußballspieler.

### Nationalmannschaft
Madsen stand im Kader der dänischen Nationalmannschaft für die EM 2004 in Portugal. Dort kam er im Viertelfinale gegen Tschechien beim Stand von 0:3 zum Einsatz. Insgesamt spielte Madsen 13-mal für die dänische Auswahl. Beim Freundschaftsspiel in Polen (5:1) erzielte er einen Hattrick.